# Lanovke
Lanovke (lat. Linaceae), biljna porodica iz reda malpigijolike kojoj pripada preko 270 vrsta unutar 11 rodova.
Latinsko ime roda dolazi od grčke riječi linon.

## Opis porodice
Linaceae, porodica lana, koja se sastoji od oko 14 rodova zeljastih biljaka i grmova, u redu Malpighiales, kozmopolitske rasprostranjenosti. Rod Linum uključuje lan, možda najvažnijeg člana porodice, koji se uzgaja radi lanenih vlakana i lanenog ulja te kao ukras za vrtove. Reinwardtia vrste su prvenstveno niski grmovi, uzgajaju se u staklenicima i na otvorenom u toplim klimatskim uvjetima; R. indica, “žuti lan”, poznat je po velikim žutim cvjetovima koji obilno rađaju u kasnu jesen i ranu zimu.

## Rodovi
1. Anisadenia Wall. ex Meisn.
2. Durandea Planch.
3. Hebepetalum Benth.
4. Hugonia L.
5. Indorouchera Hallier f.
6. Linum L.
7. Philbornea Hallier f.
8. Radiola Hill
9. Reinwardtia Dumort.
10. Roucheria Planch.
11. Tirpitzia Hallier f.